# Viquipèdia en danès
La Viquipèdia en danès és una edició en danès de la Viquipèdia. Ja que el danès és mútuament intel·ligible amb el suec i el noruec, els administradors del lloc col·laboren entre ells en les respectives viquipèdies a través de la secció Skanwiki del lloc Meta-Wiki de Wikimedia. Actualment, (març 2025) té 270.223 articles.